# Dimarcusidae
Dimarcusidae es una familia de tricládidos que se encuentra principalmente en hábitats de agua dulce de cuevas, aunque al menos una especie, Rhodax evelinae, se encuentra en aguas superficiales. Es la única familia dentro del suborden Cavernicola. Actualmente la familia contiene solamente siete especies distribuidas en cinco géneros, aunque el número total de especies se cree que es mucho más alto.

## Descripción

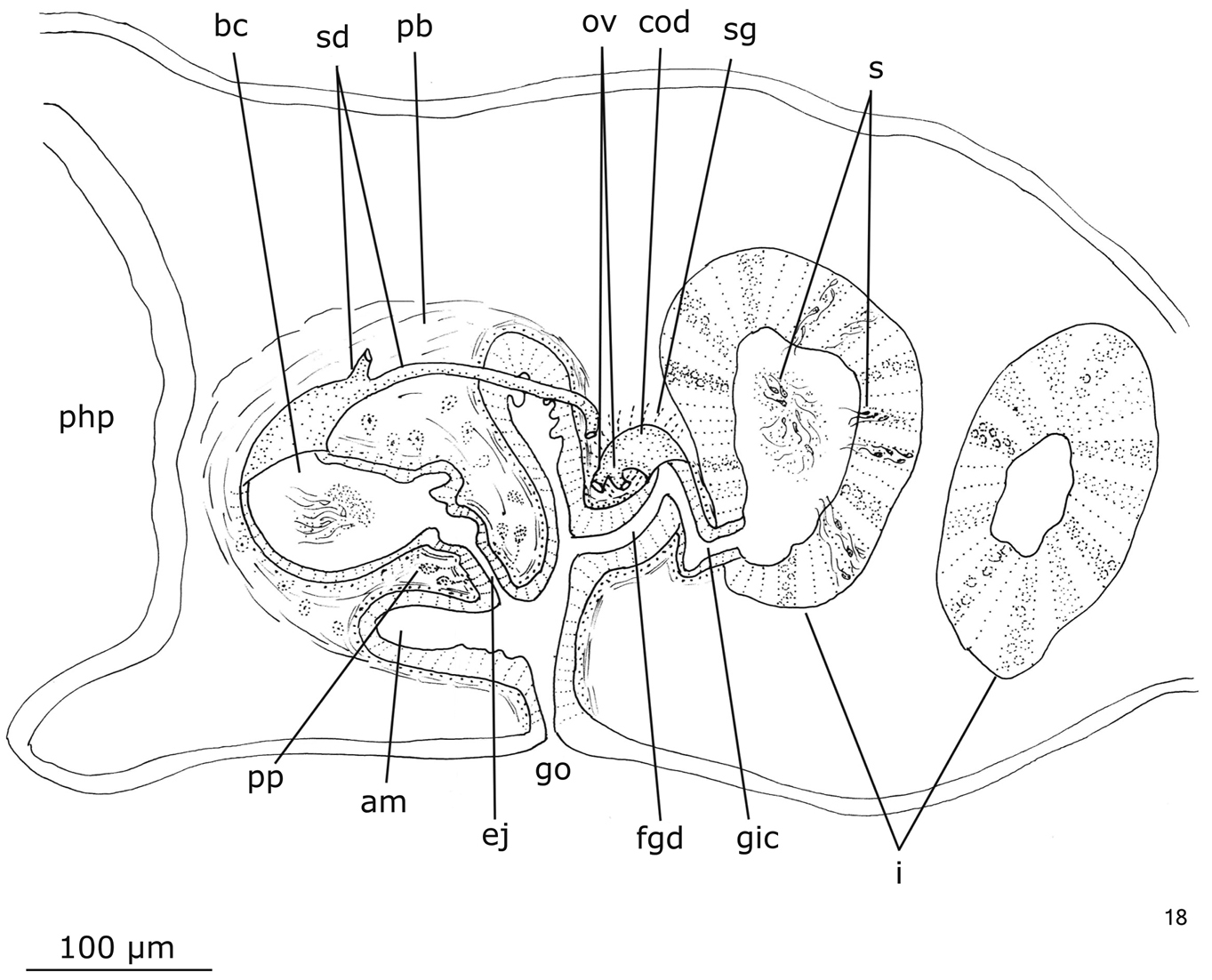
Aparato copulador de Hausera hauseri que muestra el conducto ovovitellino común (cod) perpendicular al conducto genital femenino (dgf)

Las características morfológicas que unen a las especies de Dimarcusidae están relacionadas con el sistema reproductivo. Sus ovarios se localizan más posteriormente que en la mayoría de los tricládidos, que generalmente los tienen cerca del cerebro. El pene en especies de Dimarcusidae contiene elementos glandulares y el conducto ovovitellino común es perpendicular al conducto genital femenino.

## Taxonomía
La familia Dimarcusidae fue erigida en 1972 por Mitchell y Kawakatsu al incluir una nueva especie, Dimarcus villalobosi. Sin embargo, la misma especie había sido brevemente descrita por Benazzi en el mismo año que Opisthobursa mexicana y este nombre tenía prioridad, y Dimarcus villalobosi se convirtió en un sinónimo más moderno. Como resultado, la familia se llama Dimarcusidae a pesar de la ausencia de un género válido Dimarcus.

## Filogenia
Históricamente, las especies de Dimarcusidae se han clasificado como miembros del suborden Maricola (tricládidos) o Paludicola (tricládidos de agua dulce). Recibieron su propio suborden, Cavernicola, en 1990, aunque su relación con otros tricládidos no había sido aclarada. Sin embargo, estudios moleculares recientes sugieren que Cavernicola es el grupo hermano de Maricola, por lo que está más estrechamente relacionado con los tricládidos de agua marina que con los de agua dulce.

## Géneros
Actualmente la familia Dimarcusidae incluye los siguientes cinco géneros:
- Balliania Gourbault, 1978
- Hausera Leal-Zanchet & Souza, 2014
- Novomitchellia Özdikmen, 2010
- Opisthobursa Benazzi, 1972
- Rhodax Marcus, 1946